# Die Welt der Gespenster
Die Welt der Gespenster ist ein DDR-Dokumentar-Kurzfilm bzw. Nichtspielfilm im Sinne Dsiga Wertows über westdeutsche Science-Fiction-Trivialliteratur, insbesondere die Perry-Rhodan-Serie, der in der Künstlerischen Arbeitsgruppe (KAG) defa futurum produziert wurde. Die Uraufführung fand am 4. Januar 1974 statt.

## Handlung
Die Titelbilder westdeutscher Science-Fiction-Heftromane, insbesondere der Perry Rhodan-Serie, werden mit einer musikalischen Collage aus elektronischer Musik und dem Lied Glory, glory, hallelujah montiert und durch einen Sprecher gebunden. Die grellbunten Titelbilder zeigen hauptsächlich Raumschiffe im Kampf oder Raumsoldaten, die gegen Außerirdische, Monster oder Roboter kämpfen. Nach Aussage des Sprechers sieht der Zuschauer zum ersten Mal „Originalbilder kapitalistischer Science-Fiction-Hefte“ im Film. Hunderte Millionen dieser Groschenhefte würden von einer Verlagsindustrie an Jugendliche verkauft werden und einen Zukunftsschock auslösen. Zum Schluss erklärt der Sprecher, dass diese Zukunft nicht die „unsere“ sei, sondern so, wie „wir“ sie wollen. Offen bleibt, wie diese Zukunft aussehen soll.

## Produktionshintergrund
Die Arbeiten zum Film innerhalb der Gruppe defa futurum begannen 1972. Warum die Produktion erst Anfang 1974 in die Kinos kam, ist unbekannt. Nach eigenen Angaben wollten Hellwig/Ritter in knapper und bewusst parteilicher agitatorischer Form die jugendlichen Zuschauer zum kritischen Denken anregen. Bis zum 30. September 1974 soll der Film von rund 1,44 Mill. Zuschauern gesehen worden sein.